# Xylophanes kiefferi
Xylophanes kiefferi là một loài bướm đêm thuộc họ Sphingidae. Nó được tìm thấy ở Colombia.
Nó gần giống loài Xylophanes aristor.
Cá thể trưởng thành có lẽ mọc cánh quanh năm.
Ấu trùng có thể ăn các loài Rubiaceae và Malvaceae.